# Studenternas IP
Das Studenternas idrottsplats, häufig abgekürzt als Studenternas IP, umgangssprachlich Studan, ist ein Fußballstadion in der schwedischen Stadt Uppsala. Die ortsansässigen Vereine IFK Uppsala, Unik BK und Enköpings SK nutzen die Sportstätte zur Austragung ihrer Heimspiele im Bandy respektive die Klubs IK Sirius im Fußball und die Uppsala 86ers im American Football. Zwischen 1991 und 2012, 2018 bis 2020 sowie 2022 und 2023 war das Stadion Austragungsort der Endspiele der schwedischen Bandymeisterschaft. Für die Saison 1989/90 erhielt das Studan die Auszeichnung als „Bandyarena des Jahres“ vom Schwedischen Bandy-Verband.

## Lage
Das Studenternas IP liegt etwa 1,5 Kilometer südlich das Stadtzentrums im Stadtteil Kåbo südlich des Stadtparks Stadsträdgården am westlichen Ufer des Fyrisån. Die Gesamtanlage besteht aus dem Stadion im Norden und einer aus zwei Spielflächen bestehenden Bandyhalle im Süden.

## Geschichte

### Altes Stadion

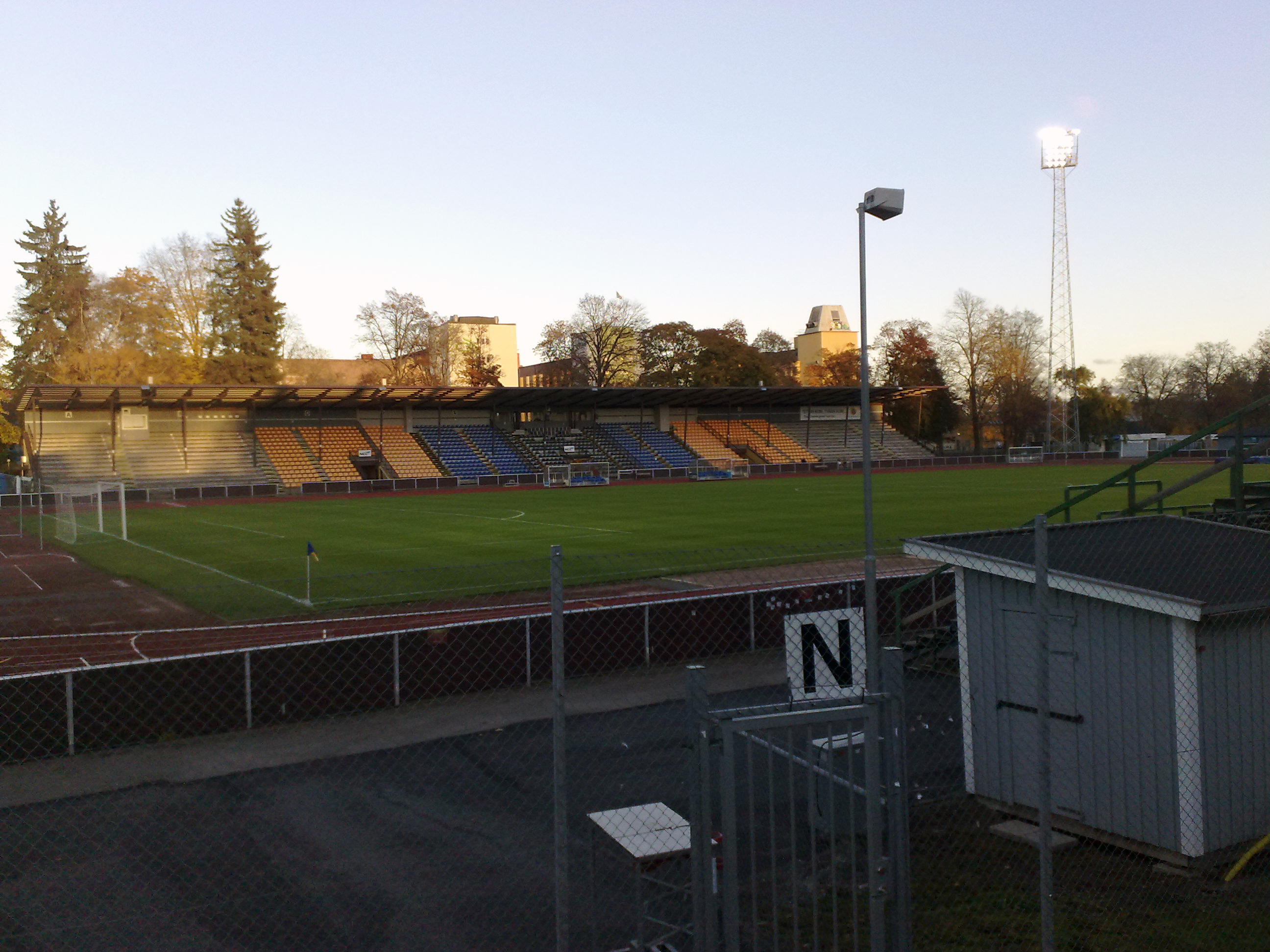
Die Haupttribüne des alten Stadions

Die erste Sportanlage unter dem Namen Studenternas IP wurde 1909 eingeweiht und in den folgenden Jahrzehnten mehrfach erweitert und renoviert. Zuletzt bot die Anlage bei Bandy Platz für 8.000 Zuschauende und bei Sommersportarten für 6.500 Zuschauende. Zu den Endspielen um die Schwedischen Bandymeisterschaften wurde das Stadion mit Zusatztribünen ergänzt, sodass über 20.000 Zuschauende Platz hatten.
Nach dem jährlichen Bandy-Finale im März wurde in der Vergangenheit auch das schwedische Meisterschaftsfinale im Eisspeedway im Studan ausgetragen, als letzte Veranstaltung, bevor das Kunsteis im Frühjahr entfernt wurde. Die Eisrennen lockten jedes Jahr zwischen 6.000 und 8.000 Zuschauende an. Nach 30 Jahren fand 2014 das letzte Eisspeedway-Finale im alten Stadion statt, da die Stadt Uppsala für das Jahr 2015 den Zuschuss für die Veranstaltung kürzte.
Das Hauptspielfeld aus Naturrasen wurde ergänzt durch Leichtathletikanlagen, unter anderem eine sechsbahnige Laufbahn, die vor der Haupttribüne für die Sprintstrecken achtbahnig angelegt war sowie die üblichen Anlagen für Sprung- und Wurfwettbewerbe sowie Hindernislauf.
Der Rekord an Zuschauenden wurde beim Bandy-Finale 2010 mit 25.560 Menschen aufgestellt, die den 3:1-Sieg von Hammarby IF über Bollnäs GoIF verfolgten. Der Rekord außerhalb des Bandy-Finales liegt bei 8.975 Zuschauenden und wurde 2009 im Halbfinale zwischen IK Sirius und Edsbyns IF aufgestellt. Der Rekord für Fußball im Studan liegt bei 12.546 und wurde am 13. Oktober 1968 aufgestellt, als im Qualifikationsspiel für die Allsvenskan IK Sirius 1:0 gegen Landskrona BoIS gewann und dadurch später in die höchste schwedische Spielklasse aufstieg.
Ab Herbst 2017 wurde das alte Stadion Tribüne für Tribüne abgerissen.

### Neue Arena

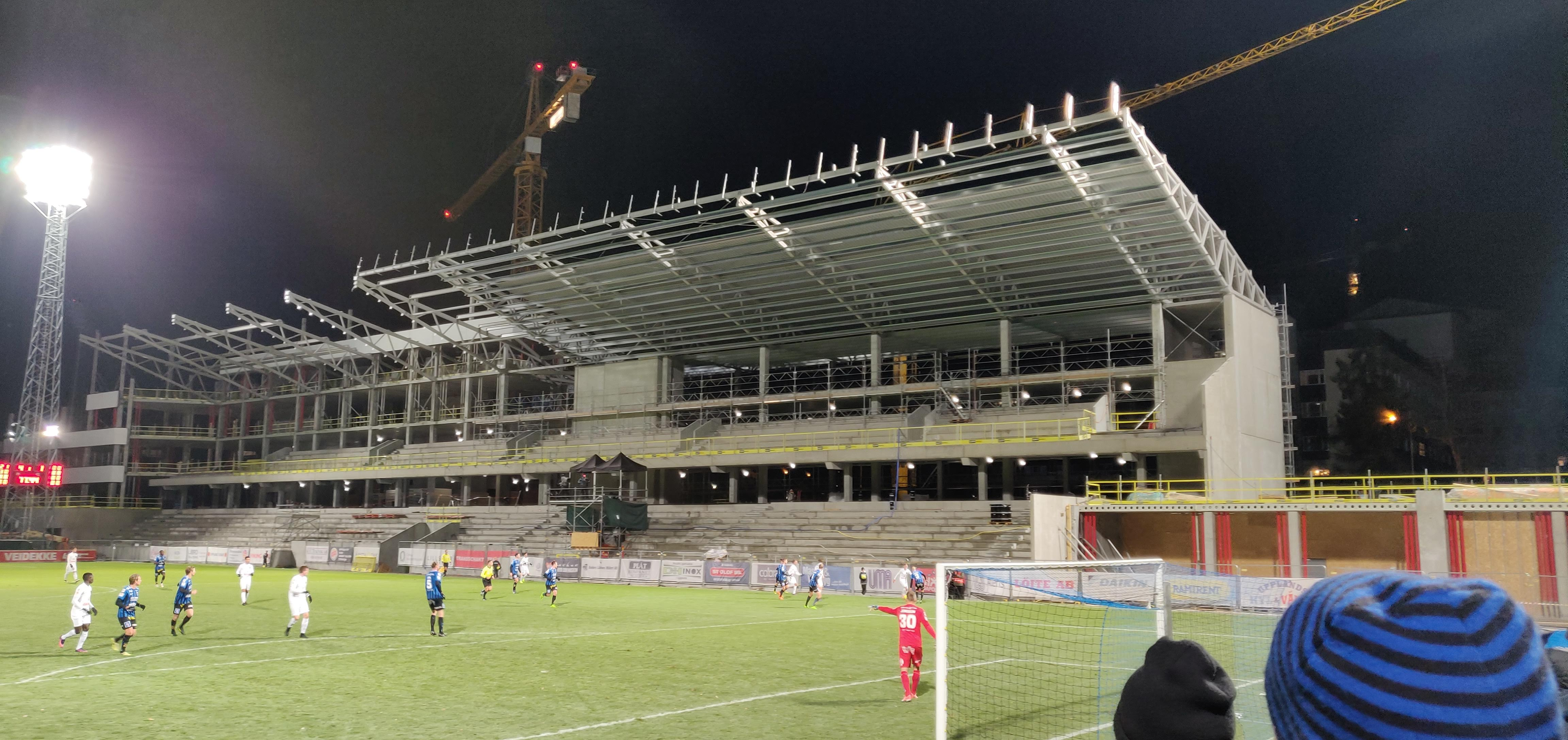
Die neue Haupttribüne im Bau (Oktober 2018)

Bereits in den 1990er Jahren kamen Diskussionen über den Neubau einer Sportarena auf, 2010 wurde ein konkretes entsprechendes Projekt für 10.000 Zuschauer initiiert. Im Frühjahr 2014 kündigte die Stadt Uppsala an, das Stadion durch einen Neubau zu ersetzen. Der Neubau erfolgte bei laufendem Spielbetrieb, eine Tribüne nach der anderen wurden neu errichtet. 2019 erhielt die neue Arena einen Kunstrasen, der den bisherigen Rasen ersetzte. Nach Fertigstellung aller Außenanlagen wurde das neue Studan 2020 offiziell eröffnet.
Da die Laufbahnen mit der neuen Arena verschwunden sind, sind Uppsala IF und andere Leichtathletikaktivitäten in neue Einrichtungen in den im Nordosten von Uppsala liegenden Stadtteil Gränby umgezogen.
Der Zuschauerrekord mit aktueller Kapazität liegt bei 10.054 und wurde am 31. Juli 2023 aufgestellt, als in der Allsvenskan IK Sirius 0:1 gegen AIK verlor.

## Galerie

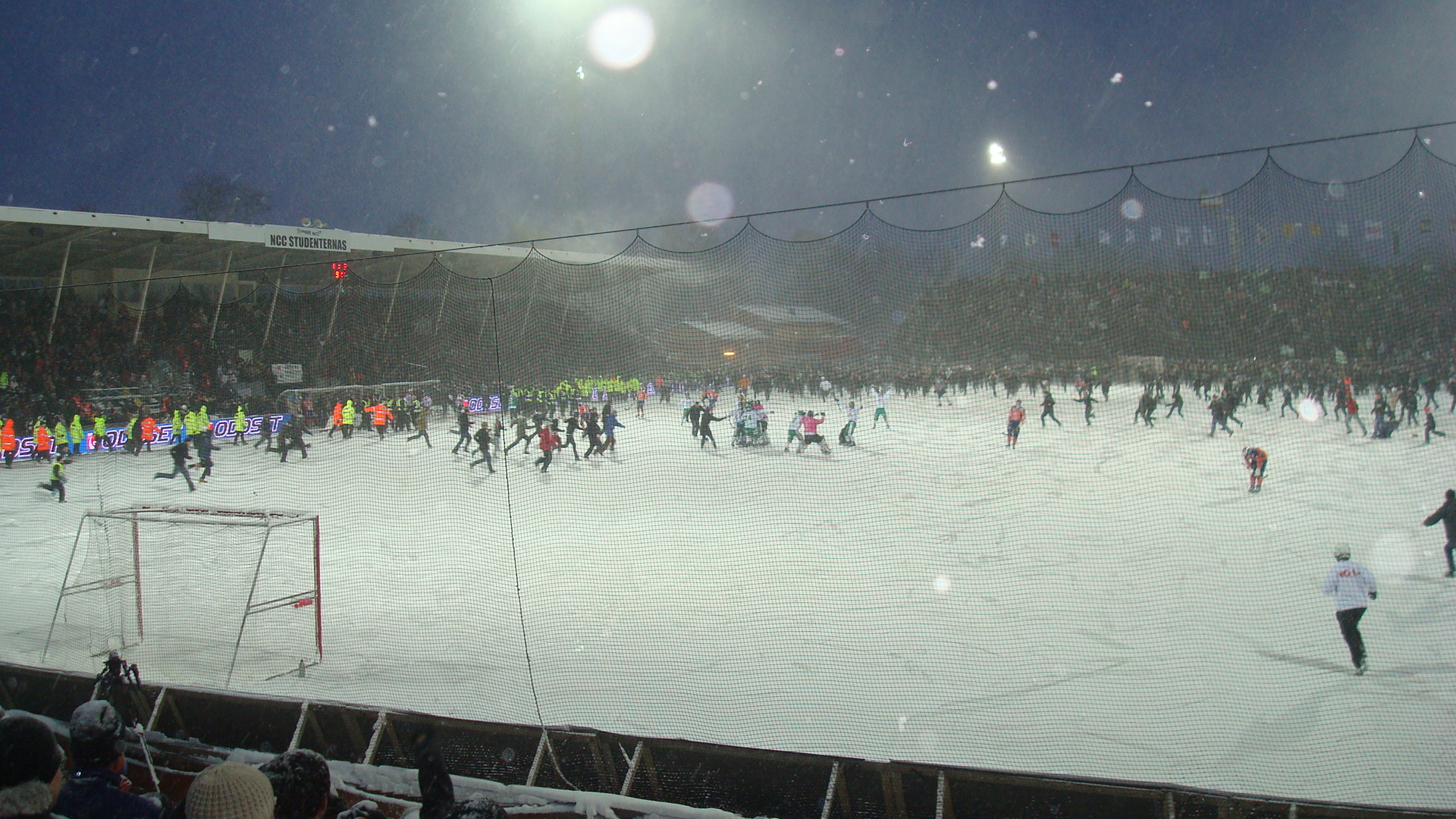
Fans von Hammarby IF feiern 2010 den Bandymeisterschaftsgewinn im Studenternas IP